# Neope ramosa
Neope ramosa är en fjärilsart som beskrevs av John Henry Leech 1890. Neope ramosa ingår i släktet Neope och familjen praktfjärilar. Inga underarter finns listade i Catalogue of Life.